# 스케일러 (비디오 게임)
《스케일러》(Scaler: The Shapeshifting Chameleon)는 테이크-투 인터랙티브와 글로벌 스타 소프트웨어에 의해 2004년 출시된 비디오 게임의 하나로, 게임큐브, 엑스박스, 플레이스테이션 2 비디오 게임기를 대상으로 한다. 엑스박스 버전은 엑스박스 360과 호환되지 않는다. 《스케일러》는 도마뱀을 좋아하는 12살 소년 바비 "스케일러" 젠킨스의 이야기를 따른다.

## 게임플레이
게임 내에서 다섯 종류의 돌연변이 도마뱀으로 변신할 수 있으며 제각기 환경에 따라 특정한 장점이 있다.
- Bakudan: 폭탄을 만드는 파충류
- Krock: 뾰족하고 구르는 파충류
- Doozum: 날아다니는 커다란 도마뱀
- Fruzard: 여러 유기 총알을 쏘는 능력을 지닌 파충류
- Swoom: 헤엄치는 것에 적응된 펭귄같은 도마뱀

## 평가
《스케일러》는 리뷰 수집 웹사이트 메타크리틱에 따르면 모든 플랫폼에 대해 평균적인 평점을 받았다.